# Sporrongia
Sporrongia is een geslacht van vliesvleugeligen uit de familie Eulophidae. De wetenschappelijke naam van dit geslacht is voor het eerst geldig gepubliceerd in 1998 door Gumovsky.

## Soorten
Het geslacht Sporrongia is monotypisch en omvat slechts de volgende soort:
- Sporrongia tobagoiensis Gumovsky, 1998